# Фрасине (ландшафтний заказник)
Фра́сине — ландшафтний заказник місцевого значення в Україні. Розташований у Роздільнянському районі Одеської області, поблизу села Трохимівка. 
Площа 421,0 га. Розташований у кварталах 1—7 Великомихайлівського лісництва Великомихайлівського держлісгоспу, в межах урочища Фрасине. Створено згідно з рішенням облвиконкому від 30.12.1980 року № 795, перезатверджено рішенням облвиконкому від 02.10.1984 року № 493. Межі заказника регламентуються розпорядженням Одеської обласної державної адміністрації від  17.10.2008 року № 857/А-2008.
За документами заказник створено для охорони ділянки байрачного лісу з характерними для цієї зони рослинними угрупованнями, що має велике природоохоронне та рекреаційне значення. Згідно з даними екологічного обстеження 2003 року на території заказника не знайдено ділянок байрачного лісу, тому його можна описати як штучний лісовий масив з різноманітним видовим складом рослин, у тому числі й лікарських.